# العجائب (الأحساء)
العجائب هي قرية تتبعُ الأحساء في المِنطقة الشرقيَّة في المَملكة العربيَّة السعوديَّة.

## الموقع
تبعد عن محافظة الأحساء مسافةَ 12 كيلومترًا، وعن العاصمة الرياض مسافة 338 كيلومترًا.

## النقل
- تبتعد عن الطريق السريع 75 48 كم.
- طريق العجائب.[2]

## السكان
يبلغ عدد سكان القرية حوالي 130 نسمة موزعين في 12 منزل.